# ريد بوتونز
ريد بوتونز (بالإنجليزية: Red Buttons)‏ (مواليد 5 فبراير 1919 - الوفاة 13 يوليو 2006) هو ممثل أمريكي بدأ مسيرته الفنية عام 1935. هو أيضا كوميدي. كما أنه من الفائزين بجوائز الأوسكار وجائزة غولدن غلوب.

## الأعمال

### أفلام
- سايونارا
- أطول الأيام

## روابط خارجية
- ريد بوتونز على موقع IMDb (الإنجليزية)
- ريد بوتونز على موقع الموسوعة البريطانية (الإنجليزية)
- ريد بوتونز على موقع ألو سيني (الفرنسية)
- ريد بوتونز على موقع ميوزك برينز (الإنجليزية)
- ريد بوتونز على موقع تيرنر كلاسيك موفيز (الإنجليزية)
- ريد بوتونز على موقع أول موفي (الإنجليزية)
- ريد بوتونز على موقع قاعدة بيانات برودواي على الإنترنت (الإنجليزية)
- ريد بوتونز على موقع قاعدة بيانات برودواي على الإنترنت (الإنجليزية)
- ريد بوتونز على موقع قاعدة بيانات الأفلام السويدية (السويدية)
- ريد بوتونز على موقع إن إن دي بي (الإنجليزية)